# Vöröshasú unka
A vöröshasú unka (Bombina bombina) a kétéltűek (Amphibia) osztályának békák (Anura) rendjébe, ezen belül az unkafélék (Bombinatoridae) családjába tartozó faj.

## Előfordulása
Európa területén honos. A növényzettel sűrűn benőtt, gyorsan felmelegedő vízfoltok lakója. Élőhely választásnál nem túl válogatós, a legkisebb pocsolyába, vízzel telt keréknyomban is megjelenik, de akár városi parkok vizes részein is felbukkanhat.

## Megjelenése
A kifejlett állat 4-5 centiméter hosszú. Zömök teste, rövid és lapos feje van. Szemei kiállóak, pupillája szív, csepp, vagy háromszög alakú. Végtagjai vaskosak, a hátsó láb ujjai között úszóhártya feszül. Háta barnásszürke, zöldes foltokkal, néhány egyed háta teljesen zöld. A has fekete, fehér pontozással és szabálytalan foltokkal, ami általában narancssárga, de lehet rozsdavörös színű is.
Mérgező mirigyváladéka van, melyre a hasán lévő vörös foltokkal is figyelmezteti a rá vadászókat.
|  |  |  |

## Életmódja
Tápláléka rovarokból, pókokból és meztelen csigákból áll. A lárvái vízibolhával, vízi rovarokkal táplálkoznak. 

## Kárpát-medencei előfordulása
Magyarországon síkvidékeken és a dombvidékeken is gyakori, de a középhegységeinkben is előfordul.